# Al Jazeera Mubasher
Al Jazeera Mubasher (arab. ‏الجزيرة مباشر‎) – stacja telewizyjna, uruchomiona przez Al-Dżazirę 15 kwietnia 2005. Jest to stacja nadająca w pełni po arabsku konferencje na żywo bez komentarza, używając podpisów, kiedy potrzebne jest tłumaczenie. Stacja jest czasami nazywana Al Jazeera Live.
Al Jazeera Mubasher jest pierwszą stacją tego typu w świecie arabskim, i jest podobna do amerykańskiego kanału C-SPAN.